# Суайекур, Шарль-Максимильен де Бельфорьер
Шарль-Максимильен-Антуан де Бельфорьер (фр. Charles-Maximilien-Antoine de Belleforière; ок. 1619 — 12 июля 1679, Париж), маркиз де Суайекур — французский генерал.

## Биография
Сын Максимильена де Бельфорьера, сеньора д'Итре и Суайекура, и Жюдит де Мем.
Маркиз де Суайекур и Гербиньи, граф де Тийолуа, Руа, Тюпиньи, и прочее, барон де Ла-Нёвиль-де-Руа.
Участвовал в осаде Ипра и битве при Лансе (1648), осаде Камбре и взятии Конде. 26 апреля 1652 стал губернатором Рюэ, 2 августа был произведен в кампмаршалы. Патентом от 5 августа набрал полк, размещенный в Рюэ в качестве гарнизона.
10 сентября 1653 получил должность великого магистра гардероба короля. По окончании франко-испанской войны 12 декабря 1659 его полк был распущен.
31 декабря 1661 был пожалован Людовиком XIV в рыцари орденов короля. В 1667 году в качестве королевского адъютанта служил при осадах Турне, Дуэ и Лилля. 12 декабря 1669, после отставки шевалье де Рогана, получил должность великого ловчего Франции.

## Семья
Жена (23.02.1656): Мари-Рене де Лонгёй (ум. 2.10.1712), дочь Рене де Лонгёя, маркиза де Мефона, сюринтенданта финансов, и Мадлен де Булан-де-Кревкёр
Дети:
- Луи (ум. 1674)
- Жан-Максимильен (ум. 1.07.1690), маркиз де Суайекур. Полковник полка Вермандуа, убит в битве при Флёрюсе. Был холост
- Адольф (ум. 3.07.1690), называемый шевалье де Суайекур. Капитан-лейтенант жандармов дофина, умер от ран, полученных в битве при Флёрюсе
- Мари-Рене (ок. 1657—25.04.1739). После смерти братьев стала маркизой де Бельфорьер. Муж (контракт 5.02.1682): Тимолеон-Жильбер де Сегльер (ум. 1695), сеньор де Буафран, штатный рекетмейстер дома короля, канцлер герцога Орлеанского
- Элизабет-Габриель (ум. 04.1725). Муж 1) (6.08.1682): Луи де Ромийе, маркиз де Ла-Шенеле и Мосон-ан-Бретань; 2) (6.10.1713): Жозеф-Жоашен дю Мас, граф де Броссе

Бастарды:
От Мари Энмер:

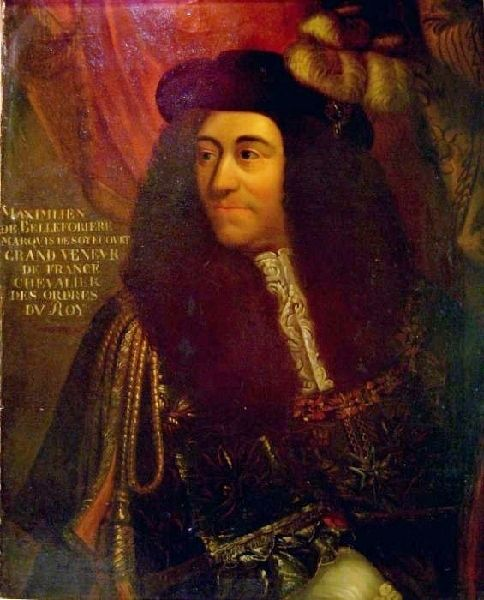
Шарль-Максимильен-Антуан де Бельфорьер

- Луи, бастард де Бельфорьер (р. 15.09.1666)

От неизвестной матери:
- Жан, бастард де Бельфорьер, называемый Трибу. 4 августа 1689 вступил в орден босых августинцев под именем брата Патриса де Сен-Мадлена. Мари-Рене де Лонгёй признала его сыном своего мужа и положила ему пожизненный пенсион. В 1708 году был принят в орден святого Иоанна Иерусалимского под именем Бельфорьера